# 陳楷模
陳楷模（1929年8月29日—2019年12月6日），臺灣台南市人，歷任臺大醫院外科醫生、國泰醫院院長，也長期擔任中華職棒仲裁委員。

## 生平

### 學生時期
陳楷模為1929年8月29日生於臺南州台南市，高中讀臺中一中，二次大戰結束後入臺灣大學醫學院。陳楷模為七年制醫科第一屆，最敬愛的老師是林天祐，與洪啟仁跟李俊仁是同班同學。據曾任臺灣大學校長虞兆中回憶，當李鎮源要升任醫學院教授，傅斯年校長還藉由與陳楷模聊天，探查李鎮源的風評。
陳楷模預官退伍後即進入臺大醫院外科實習，1967年至杜克大學醫學中心深造。

### 醫師時期

#### 急診室
陳楷模在擔任急診室主任時，與同為外科醫師的陳漢廷、李治學都有「雷公」的稱呼。身為陳楷模指導的第一位博士班學生的張金堅回憶，陳楷模說話大聲、罵人大聲，所以有此稱，但個性耿直，行事有原則，在台大期間扮演改革者。對於此封號，陳楷模解釋外科醫師身負病人的生死，「等於合法殺人」，所以須接受紮實的臨床訓練與醫德，才能成為一個好的外科醫師，這便是他罵人的原則。朱樹勳說自己首次上手術檯為胃癌病人開刀時，因從頭到尾被陳楷模指責，緊張到連手術刀都拿不穩。柯文哲說陳楷模前輩訓練醫師時，常把沒處理好的病歷丟地上，讓醫師小跑步去撿。
1976年10月10日，王幸男郵包炸彈事件，原先休假的陳楷模立即從臺北市錦州街住家到臺大醫院，為謝東閔緊急動腹部手術。
1979年7月13日，撫遠街樓房爆炸大火，發生臺北市醫院拒收重傷後，臺大醫院院長楊思標要陳楷模作成報告。次月24日，台大醫院院務會通過「大量傷患緊急處置辦法」，由陳楷模主導重大災難時急診室作為救災指揮中心的演練。
1979年9月10日，臺大醫院為張忠義、張忠仁連體嬰進行分割，陳楷模參與分割兩人肝臟相連的部分。
1982年8月1日，陳楷模從急診室主任轉任麻醉科主任。

#### 外科
1984年8月1日，陳楷模任外科主任。在任外科主任時，陳楷模在外科走廊上立了一個壁報，提供外科發布新聞與同仁抒發感言。他也以外科主任身分，推動臺灣心臟及肝臟移植，並把骨科從外科部獨立出來。他也指派李伯皇、賴鴻緒赴美國學習肝臟移植技術。
1985年11月18日上午10點20分許，吳淑珍陪同丈夫陳水扁在關廟鄉中正路謝票時，遭遇車禍，脊髓功能喪失。當時社會仍存在白色恐怖的陰影，許多醫師都不敢接手，陳楷模認為醫師就該救人，向臺大醫院人二室表明無論如何都該接手給予醫治，便進行搶救。
1986年3月，陳楷模發起臺灣第一個乳癌病友團體，即台大醫院真善美俱樂部的前身。陳楷模也是臺灣最早實施胃間隔減肥手術的醫師之一，但他認為胃間隔減肥術過於浮濫，認為控制飲食、多運動方法最好。
1987年5月11日，陳楷模及陳維昭獲頒教育部三等功績獎章。
野百合學運期間，1990年3月21日晚，陳楷模令在國立中正紀念堂救助的醫護人員將這些學生的就診紀錄銷燬，以保護學生。23日，陳楷模呼籲教育主管當局應以疏導代替圍堵。
1996年3月，國泰醫院董事會通過陳楷模接任陳烱明作院長。9月7日，陳楷模從臺大醫院退休。

#### 國泰
陳楷模自道從當國泰醫院院長後，已不再罵學生，因為現代的罵也沒有用。但他會在國泰醫院晨會上批評全民健康保險給付制度弊端，如一位肺阻塞的病人耗費八百多支的血管收縮劑及三百多的止血劑，申請給付高達新台幣兩百萬元。陳楷模亦會在衛生福利部中央健康保險署澄清健保弊端的記者會上，反批評健保浪費嚴重，使得在場的衛生署代署長涂醒哲非常尷尬，最後陳楷模被醫師公會的吳運東硬拉出會場。對此，陳楷模解釋這是為讓全民健保永續經營，否則經濟弱勢者會被迫放棄治療。
陳水扁當選總統後，2000年5月24日，總統醫療小組成員名單公布，陳楷模擔任召集人。2002年5月19日，總統陳水扁核定陳楷模出任無給職資政。在傳出陳水扁家庭密帳案後，原先因治療吳淑珍而常與陳水扁一家來往的陳楷模，就失望說不會再主動進官邸。陳楷模也在2005年三合一選舉期間對林進興擅自公布病歷的行為，公然批評。
2006年，黃清水任國泰醫院院長。陳楷模自院長卸任後，轉任該院副董事長職務。

#### 退休
2008年5月4日，陳楷模獲頒二等卿雲勳章。2019年12月6日，辭世。

## 棒球
陳楷模在大學時期，就擔任院隊的棒球隊隊長。工作之餘，他會收看日本中央聯盟、太平洋聯盟與美國大聯盟球賽轉播。1975年，華興中學與美和中學青棒冠軍賽，他還投書指出評審錯誤。
2005年再度發生中華職棒簽賭案時，長期擔任中華職棒仲裁委員的陳楷模被球團老闆列為中華職業棒球大聯盟會長人選，不過將其耿介的個性列為負面評價。儘管陳楷模獲曾志朗、誠泰COBRAS林致光支持，最後由統一獅球團董事長林蒼生支持的趙守博勝出。